# Bromsten
Bromsten – dzielnica (stadsdel) Sztokholmu, położona w jego zachodniej części (Västerort) i wchodząca w skład stadsdelsområde Spånga-Tensta. Graniczy z dzielnicami Tensta, Rinkeby, Bällsta, Sundby i Solhem oraz z gminą Sundbyberg.
Według danych opublikowanych przez gminę Sztokholm, 31 grudnia 2020 r. Bromsten liczyło 5965 mieszkańców. Powierzchnia dzielnicy wynosi 2,20 km².